# 포틀랜드 베이스

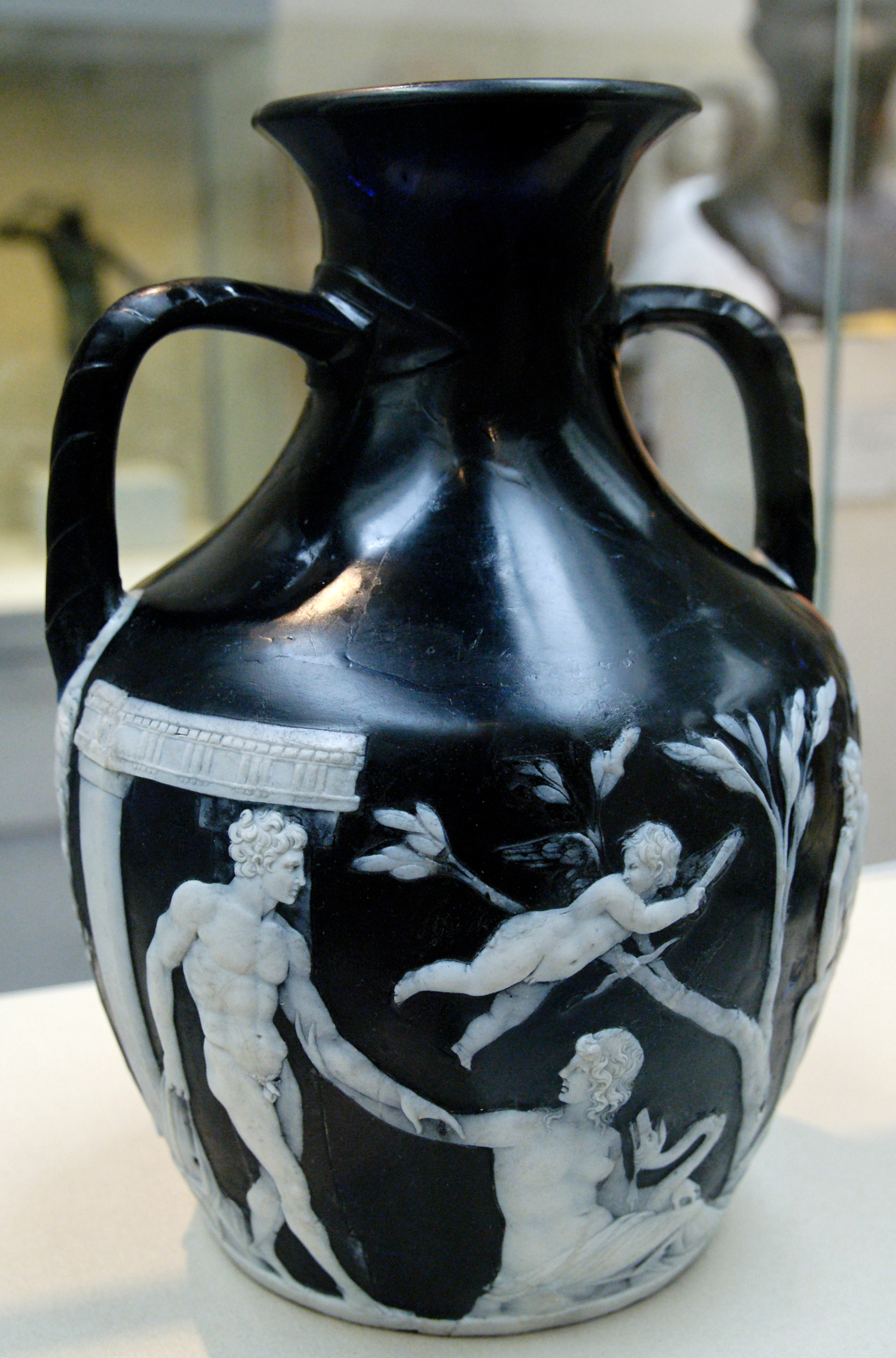

포틀랜드 베이스(Portland Vase)는 로마 유리로 장식된 카메오 베이스로, 연대가 AD 1~AD 25년 사이이지만 BC 연대가 낮다는 것은 학문적으로 뒷받침된다. 이것은 가장 잘 알려진 로마 카메오 유리 조각이며 18세기 초부터 많은 유리 및 도자기 제작자에게 영감을 주었다. 이 작품은 1600~1601년에 로마에서 처음 기록되었으며, 1810년부터 런던 대영박물관에 보관되어 있다. 그러나 1945년까지는 포틀랜드 공작으로부터 대여되었다. 이 작품은 1945년에 박물관에서 구입했으며(GR 1945,0927.1) 일반적으로 룸 70에 전시되어 있다.
베이스의 크기는 높이가 약 25cm(9.8인치)이고 직경이 18cm(7.1인치)이다. 보라색-청색 유리로 만들어졌으며 하나의 연속된 흰색 유리 카메오로 둘러싸여 있어 두 개의 별개의 장면을 만들고, 일곱 명의 인간 형상과 큰 뱀, 손잡이 아래에 두 개의 수염과 뿔이 있는 머리를 묘사하여 장면 사이의 중단을 표시한다.
베이스의 바닥에는 역시 파란색과 흰색의 카메오 유리 원판이 있었는데, 머리가 그려져 있는데, 이 병이 쓰고 있는 프리기아 모자를 기준으로 보면 파리스나 프리아모스의 것으로 추정된다. 이 원형 문양은 분명히 베이스에 속하지 않으며 1845년 이후 별도로 전시되었다. 고대 또는 그 이후에 추가되었을 수도 있고 원래의 암포라 형태(비슷한 폼페이의 파란색 유리 카메오 용기와 병행)에서 변환된 결과일 수도 있다. 이것은 적어도 1826년부터 바닥에 부착되었다.